# 洛金漢市
洛金漢市乃澳大利亞西澳伯斯大都會內的一個地方政府，位於府城伯斯市之南50公里；市轄境有257.1平方公里。2008年，有居民96,068人。

## 議會
市議會有議席10座，分由4個選區，分別選出1或4位議員，市長非直選。 

## 姊妹市
- 日本兵庫縣：赤穗市
- 馬來西亞沙巴州：亞庇

## 外部連結
- 洛金漢市政府官方網站 （页面存档备份，存于）
- Rockingham Gamers Network

32°16′52″S 115°43′37″E / 32.28111°S 115.72694°E